# Christiaan IV van Denemarken
Christiaan IV (Frederiksborg, 12 april 1577 – Kopenhagen, 28 februari 1648) was van 1588 tot 1648 koning van Denemarken en Noorwegen. Daarmee was hij de langst regerende Deense koning ooit, al werd het bestuur in de eerste acht jaar door regenten waargenomen. Hij was de zoon van koning Frederik II en Sophia van Mecklenburg-Güstrow.

## Levensloop

Christiaan IV van Denemarken

Christiaan werd geboren op het kasteel Frederiksborg in 1577 en erfde de troon op tienjarige leeftijd, na de dood van zijn vader op 4 april 1588. Na een periode met een regentschap van vier raadsheren aan zijn zijde werd Christiaan, negentien jaar oud, gekroond op 17 augustus 1596. Christiaan had aanleg voor talen en sprak naast Deens ook Duits, Frans, Italiaans en Latijn.
Op 27 november 1597 huwde hij met Anna Catharina, dochter van Joachim Frederik, markgraaf van Brandenburg. Koningin Anna Catherina overleed veertien jaar later, na zes kinderen het leven te hebben geschonken:
- Frederik (1599)
- Christiaan (1603-1647)
- Sophie (1605)
- Elisabeth (1606-1608)
- Frederik III (1609-1670)
- Ulrich (1611-1633), bisschop van Schwerin.

Na vier jaar trouwde Christiaan opnieuw, nu met een vrouw van lage adel met kinderen, Christina Munk, met wie hij tien kinderen kreeg, waaronder Leonora Christina. Deze relatie wekte in Denemarken enige beroering, omdat het een morganatisch huwelijk was. Zijn eerste zoon Frederik stierf op zeer jonge leeftijd en zijn tweede zoon Christiaan was ook vóór de koning overleden, zodat zijn derde zoon Frederik (III) hem, na enig verzet binnen hofkringen, erfelijk opvolgde.

## Beleid
In 1616 richtte koning Christiaan de Deense Oost-Indische Compagnie op. Ook organiseerde de koning enkele maritieme expedities. Hij stuurde admiraal Gjedde langs de Afrikaanse kust en Kaap de Goede Hoop naar Ceylon (nu Sri Lanka) en stichtte een Deense kolonie in India, de handelspost Tranquebar.
In 1626 namen de Denen actief deel in de Dertigjarige Oorlog, ter ondersteuning van zijn neef Christiaan van Brunswijk-Wolfenbüttel tegen de Habsburgers. Christiaan kon doen zonder toestemming van het Deense parlement, de Rigsdagen, omdat hij ook hertog was van Holstein, dat onderdeel was van het Heilige Roomse Rijk. Met de Vrede van Lübeck (1629) trok Denemarken zich terug uit de Dertigjarige Oorlog.

## Bouwactiviteiten
Ook stichtte hij verschillende steden en belangrijke gebouwen. In Noorwegen bouwde hij Christiana, het huidige Oslo, Kristiansand en de handelspost Kongsberg. In Christiana verrees het slot Akershus en in Bergen de Korskirken. In Zweden stichtte hij Kristianstad en Kristianopel, beide gelegen in het toen Deense Skåne. In Halmstad in Halland liet hij een kasteel bouwen. In het nu Duitse Holstein werd de stad Glückstadt door Christiaan gesticht. Daarnaast bouwde hij als handelspost Kupfermühle in de huidige gemeente Harrislee, gelegen in de Kreis Schleswig-Flensburg. Glückstadt is gesticht als concurrent van Hamburg.
In Kopenhagen verrezen onder andere slot Christiansborg, het zomerverblijf Rosenborg, de Ronde Toren (de oudste nog werkende sterrenwacht ter wereld), de vesting, het Kastellet, de Holmenkirke en het Beursgebouw. De wijk Christianshavn is ook door hem gesticht. Ten slotte liet hij het kasteel Kronborg in Helsingør volledig tot vesting uitbouwen. Als christen liet hij in de meeste van deze gebouwen het goddelijke tetragrammaton aanbrengen.

## Kwartierstaat
| Magnus I van Saksen-Lauenburg (1470-1543) | Magnus I van Saksen-Lauenburg (1470-1543) | Magnus I van Saksen-Lauenburg (1470-1543) | Magnus I van Saksen-Lauenburg (1470-1543) | Magnus I van Saksen-Lauenburg (1470-1543) | Magnus I van Saksen-Lauenburg (1470-1543) |                                           |                                           | Catharina van Brunswijk-Wolfenbüttel (1488-1563) | Catharina van Brunswijk-Wolfenbüttel (1488-1563) | Catharina van Brunswijk-Wolfenbüttel (1488-1563) | Catharina van Brunswijk-Wolfenbüttel (1488-1563) | Catharina van Brunswijk-Wolfenbüttel (1488-1563) | Catharina van Brunswijk-Wolfenbüttel (1488-1563) |                                        |                                        | Anna van Brandenburg (1487-1514)          | Anna van Brandenburg (1487-1514)          | Anna van Brandenburg (1487-1514)          | Anna van Brandenburg (1487-1514)          | Anna van Brandenburg (1487-1514)          | Anna van Brandenburg (1487-1514)          |  |  | Frederik I van Denemarken (1471-1533) | Frederik I van Denemarken (1471-1533) | Frederik I van Denemarken (1471-1533) | Frederik I van Denemarken (1471-1533) | Frederik I van Denemarken (1471-1533) | Frederik I van Denemarken (1471-1533) |  |  | Sophia van Pommeren (1498-1568)      | Sophia van Pommeren (1498-1568)      | Sophia van Pommeren (1498-1568)      | Sophia van Pommeren (1498-1568)      | Sophia van Pommeren (1498-1568)      | Sophia van Pommeren (1498-1568)      |                                            |                                            | Albrecht VII van Mecklenburg-Güstrow (1486-1547) | Albrecht VII van Mecklenburg-Güstrow (1486-1547) | Albrecht VII van Mecklenburg-Güstrow (1486-1547) | Albrecht VII van Mecklenburg-Güstrow (1486-1547) | Albrecht VII van Mecklenburg-Güstrow (1486-1547) | Albrecht VII van Mecklenburg-Güstrow (1486-1547) |                                            |                                            | Anna van Brandenburg (1507-1567)           | Anna van Brandenburg (1507-1567)           | Anna van Brandenburg (1507-1567) | Anna van Brandenburg (1507-1567) | Anna van Brandenburg (1507-1567) | Anna van Brandenburg (1507-1567) |
| Magnus I van Saksen-Lauenburg (1470-1543) | Magnus I van Saksen-Lauenburg (1470-1543) | Magnus I van Saksen-Lauenburg (1470-1543) | Magnus I van Saksen-Lauenburg (1470-1543) | Magnus I van Saksen-Lauenburg (1470-1543) | Magnus I van Saksen-Lauenburg (1470-1543) |                                           |                                           | Catharina van Brunswijk-Wolfenbüttel (1488-1563) | Catharina van Brunswijk-Wolfenbüttel (1488-1563) | Catharina van Brunswijk-Wolfenbüttel (1488-1563) | Catharina van Brunswijk-Wolfenbüttel (1488-1563) | Catharina van Brunswijk-Wolfenbüttel (1488-1563) | Catharina van Brunswijk-Wolfenbüttel (1488-1563) |                                        |                                        | Anna van Brandenburg (1487-1514)          | Anna van Brandenburg (1487-1514)          | Anna van Brandenburg (1487-1514)          | Anna van Brandenburg (1487-1514)          | Anna van Brandenburg (1487-1514)          | Anna van Brandenburg (1487-1514)          |  |  | Frederik I van Denemarken (1471-1533) | Frederik I van Denemarken (1471-1533) | Frederik I van Denemarken (1471-1533) | Frederik I van Denemarken (1471-1533) | Frederik I van Denemarken (1471-1533) | Frederik I van Denemarken (1471-1533) |  |  | Sophia van Pommeren (1498-1568)      | Sophia van Pommeren (1498-1568)      | Sophia van Pommeren (1498-1568)      | Sophia van Pommeren (1498-1568)      | Sophia van Pommeren (1498-1568)      | Sophia van Pommeren (1498-1568)      |                                            |                                            | Albrecht VII van Mecklenburg-Güstrow (1486-1547) | Albrecht VII van Mecklenburg-Güstrow (1486-1547) | Albrecht VII van Mecklenburg-Güstrow (1486-1547) | Albrecht VII van Mecklenburg-Güstrow (1486-1547) | Albrecht VII van Mecklenburg-Güstrow (1486-1547) | Albrecht VII van Mecklenburg-Güstrow (1486-1547) |                                            |                                            | Anna van Brandenburg (1507-1567)           | Anna van Brandenburg (1507-1567)           | Anna van Brandenburg (1507-1567) | Anna van Brandenburg (1507-1567) | Anna van Brandenburg (1507-1567) | Anna van Brandenburg (1507-1567) |
|                                           |                                           |                                           |                                           |                                           |                                           |                                           |                                           |                                                  |                                                  |                                                  |                                                  |                                                  |                                                  |                                        |                                        |                                           |                                           |                                           |                                           |                                           |                                           |  |  |                                       |                                       |                                       |                                       |                                       |                                       |  |  |                                      |                                      |                                      |                                      |                                      |                                      |                                            |                                            |                                                  |                                                  |                                                  |                                                  |                                                  |                                                  |                                            |                                            |                                            |                                            |                                  |                                  |                                  |                                  |
|                                           |                                           |                                           |                                           |                                           |                                           |                                           |                                           |                                                  |                                                  |                                                  |                                                  |                                                  |                                                  |                                        |                                        |                                           |                                           |                                           |                                           |                                           |                                           |  |  |                                       |                                       |                                       |                                       |                                       |                                       |  |  |                                      |                                      |                                      |                                      |                                      |                                      |                                            |                                            |                                                  |                                                  |                                                  |                                                  |                                                  |                                                  |                                            |                                            |                                            |                                            |                                  |                                  |                                  |                                  |
|                                           |                                           |                                           |                                           | Dorothea van Saksen-Lauenburg (1511-1571) | Dorothea van Saksen-Lauenburg (1511-1571) | Dorothea van Saksen-Lauenburg (1511-1571) | Dorothea van Saksen-Lauenburg (1511-1571) | Dorothea van Saksen-Lauenburg (1511-1571)        | Dorothea van Saksen-Lauenburg (1511-1571)        |                                                  |                                                  |                                                  |                                                  |                                        |                                        | Christiaan III van Denemarken (1503-1559) | Christiaan III van Denemarken (1503-1559) | Christiaan III van Denemarken (1503-1559) | Christiaan III van Denemarken (1503-1559) | Christiaan III van Denemarken (1503-1559) | Christiaan III van Denemarken (1503-1559) |  |  |                                       |                                       |                                       |                                       |                                       |                                       |  |  | Elisabeth van Denemarken (1524-1586) | Elisabeth van Denemarken (1524-1586) | Elisabeth van Denemarken (1524-1586) | Elisabeth van Denemarken (1524-1586) | Elisabeth van Denemarken (1524-1586) | Elisabeth van Denemarken (1524-1586) |                                            |                                            |                                                  |                                                  |                                                  |                                                  | Ulrich van Mecklenburg-Güstrow (1527-1603)       | Ulrich van Mecklenburg-Güstrow (1527-1603)       | Ulrich van Mecklenburg-Güstrow (1527-1603) | Ulrich van Mecklenburg-Güstrow (1527-1603) | Ulrich van Mecklenburg-Güstrow (1527-1603) | Ulrich van Mecklenburg-Güstrow (1527-1603) |                                  |                                  |                                  |                                  |
|                                           |                                           |                                           |                                           | Dorothea van Saksen-Lauenburg (1511-1571) | Dorothea van Saksen-Lauenburg (1511-1571) | Dorothea van Saksen-Lauenburg (1511-1571) | Dorothea van Saksen-Lauenburg (1511-1571) | Dorothea van Saksen-Lauenburg (1511-1571)        | Dorothea van Saksen-Lauenburg (1511-1571)        |                                                  |                                                  |                                                  |                                                  |                                        |                                        | Christiaan III van Denemarken (1503-1559) | Christiaan III van Denemarken (1503-1559) | Christiaan III van Denemarken (1503-1559) | Christiaan III van Denemarken (1503-1559) | Christiaan III van Denemarken (1503-1559) | Christiaan III van Denemarken (1503-1559) |  |  |                                       |                                       |                                       |                                       |                                       |                                       |  |  | Elisabeth van Denemarken (1524-1586) | Elisabeth van Denemarken (1524-1586) | Elisabeth van Denemarken (1524-1586) | Elisabeth van Denemarken (1524-1586) | Elisabeth van Denemarken (1524-1586) | Elisabeth van Denemarken (1524-1586) |                                            |                                            |                                                  |                                                  |                                                  |                                                  | Ulrich van Mecklenburg-Güstrow (1527-1603)       | Ulrich van Mecklenburg-Güstrow (1527-1603)       | Ulrich van Mecklenburg-Güstrow (1527-1603) | Ulrich van Mecklenburg-Güstrow (1527-1603) | Ulrich van Mecklenburg-Güstrow (1527-1603) | Ulrich van Mecklenburg-Güstrow (1527-1603) |                                  |                                  |                                  |                                  |
|                                           |                                           |                                           |                                           |                                           |                                           |                                           |                                           |                                                  |                                                  | Frederik II van Denemarken (1534-1588)           | Frederik II van Denemarken (1534-1588)           | Frederik II van Denemarken (1534-1588)           | Frederik II van Denemarken (1534-1588)           | Frederik II van Denemarken (1534-1588) | Frederik II van Denemarken (1534-1588) |                                           |                                           |                                           |                                           |                                           |                                           |  |  |                                       |                                       |                                       |                                       |                                       |                                       |  |  |                                      |                                      |                                      |                                      |                                      |                                      | Sophia van Mecklenburg-Güstrow (1557-1631) | Sophia van Mecklenburg-Güstrow (1557-1631) | Sophia van Mecklenburg-Güstrow (1557-1631)       | Sophia van Mecklenburg-Güstrow (1557-1631)       | Sophia van Mecklenburg-Güstrow (1557-1631)       | Sophia van Mecklenburg-Güstrow (1557-1631)       |                                                  |                                                  |                                            |                                            |                                            |                                            |                                  |                                  |                                  |                                  |
|                                           |                                           |                                           |                                           |                                           |                                           |                                           |                                           |                                                  |                                                  | Frederik II van Denemarken (1534-1588)           | Frederik II van Denemarken (1534-1588)           | Frederik II van Denemarken (1534-1588)           | Frederik II van Denemarken (1534-1588)           | Frederik II van Denemarken (1534-1588) | Frederik II van Denemarken (1534-1588) |                                           |                                           |                                           |                                           |                                           |                                           |  |  |                                       |                                       |                                       |                                       |                                       |                                       |  |  |                                      |                                      |                                      |                                      |                                      |                                      | Sophia van Mecklenburg-Güstrow (1557-1631) | Sophia van Mecklenburg-Güstrow (1557-1631) | Sophia van Mecklenburg-Güstrow (1557-1631)       | Sophia van Mecklenburg-Güstrow (1557-1631)       | Sophia van Mecklenburg-Güstrow (1557-1631)       | Sophia van Mecklenburg-Güstrow (1557-1631)       |                                                  |                                                  |                                            |                                            |                                            |                                            |                                  |                                  |                                  |                                  |
|                                           |                                           |                                           |                                           |                                           |                                           |                                           |                                           |                                                  |                                                  |                                                  |                                                  |                                                  |                                                  |                                        |                                        |                                           |                                           |                                           |                                           |                                           |                                           |  |  |                                       |                                       |                                       |                                       |                                       |                                       |  |  |                                      |                                      |                                      |                                      |                                      |                                      |                                            |                                            |                                                  |                                                  |                                                  |                                                  |                                                  |                                                  |                                            |                                            |                                            |                                            |                                  |                                  |                                  |                                  |
|                                           |                                           |                                           |                                           |                                           |                                           |                                           |                                           |                                                  |                                                  |                                                  |                                                  |                                                  |                                                  |                                        |                                        |                                           |                                           |                                           |                                           |                                           |                                           |  |  |                                       |                                       |                                       |                                       |                                       |                                       |  |  |                                      |                                      |                                      |                                      |                                      |                                      |                                            |                                            |                                                  |                                                  |                                                  |                                                  |                                                  |                                                  |                                            |                                            |                                            |                                            |                                  |                                  |                                  |                                  |
| Elisabeth van Denemarken (1573-1626)      | Elisabeth van Denemarken (1573-1626)      | Elisabeth van Denemarken (1573-1626)      | Elisabeth van Denemarken (1573-1626)      | Elisabeth van Denemarken (1573-1626)      | Elisabeth van Denemarken (1573-1626)      |                                           |                                           | Anna van Denemarken (1574-1619)                  | Anna van Denemarken (1574-1619)                  | Anna van Denemarken (1574-1619)                  | Anna van Denemarken (1574-1619)                  | Anna van Denemarken (1574-1619)                  | Anna van Denemarken (1574-1619)                  |                                        |                                        | Christiaan IV van Denemarken (1577-1648)  | Christiaan IV van Denemarken (1577-1648)  | Christiaan IV van Denemarken (1577-1648)  | Christiaan IV van Denemarken (1577-1648)  | Christiaan IV van Denemarken (1577-1648)  | Christiaan IV van Denemarken (1577-1648)  |  |  | Ulrich van Denemarken (1578-1624)     | Ulrich van Denemarken (1578-1624)     | Ulrich van Denemarken (1578-1624)     | Ulrich van Denemarken (1578-1624)     | Ulrich van Denemarken (1578-1624)     | Ulrich van Denemarken (1578-1624)     |  |  | Augusta van Denemarken (1580-1639)   | Augusta van Denemarken (1580-1639)   | Augusta van Denemarken (1580-1639)   | Augusta van Denemarken (1580-1639)   | Augusta van Denemarken (1580-1639)   | Augusta van Denemarken (1580-1639)   |                                            |                                            | Hedwig van Denemarken (1581-1641)                | Hedwig van Denemarken (1581-1641)                | Hedwig van Denemarken (1581-1641)                | Hedwig van Denemarken (1581-1641)                | Hedwig van Denemarken (1581-1641)                | Hedwig van Denemarken (1581-1641)                |                                            |                                            | Johan van Denemarken (1583-1602)           | Johan van Denemarken (1583-1602)           | Johan van Denemarken (1583-1602) | Johan van Denemarken (1583-1602) | Johan van Denemarken (1583-1602) | Johan van Denemarken (1583-1602) |

Gorm · Harald I · Sven I · Harald II · Knoet II · Knoet III · Magnus I · Sven II · Harald III · Knoet IV · Olaf I · Erik I · Niels · Erik II · Erik III · Sven III · Knoet V · Waldemar I · Knoet VI · Waldemar II · Erik IV · Abel · Christoffel I · Erik V · Erik VI · Christoffel II · Waldemar III · Christoffel II · Waldemar IV · Olaf II · Margaretha I · Erik VII · Christoffel III · Christiaan I · Johan · Christiaan II · Frederik I · Christiaan III · Frederik II · Christiaan IV · Frederik III · Christiaan V · Frederik IV · Christiaan VI · Frederik V · Christiaan VII · Frederik VI · Christiaan VIII · Frederik VII · Christiaan IX · Frederik VIII · Christiaan X · Frederik IX · Margrethe II · Frederik X
- Bibsys: 90757983
- Biblioteca Nacional de España: XX1621233
- Bibliothèque nationale de France: cb12223595t (data)
- Catàleg d'autoritats de noms i títols de Catalunya: 981058614759806706
- Gemeinsame Normdatei: 118676059
- International Standard Name Identifier: 0000 0000 6301 3491
- KulturNav: 35b7e05f-f4ce-4921-9a05-7ce6e56fa799
- Library of Congress Control Number: n82255980
- Nationale Bibliotheek van Letland: 000159629
- Nationale Bibliotheek van Tsjechië: ola2002161333
- Nationale bibliotheek van Australië: 35435649
- Nationale Bibliotheek van Israël: 987007424269705171
- Nationale Bibliotheek van Polen: a0000001187629
- Nederlandse Thesaurus van Auteursnamen: 073562602
- Réseau des bibliothèques de Suisse occidentale: 02-A026478714
- RKD-Nederlands Instituut voor Kunstgeschiedenis: 456880
- Istituto Centrale per il Catalogo Unico: SBNV080677
- LIBRIS: 210443
- Système universitaire de documentation: 030915635
- Museum of New Zealand Te Papa Tongarewa: 68715
- Trove: 952014
- Union List of Artist Names: 500225098
- Virtual International Authority File: 7441786
- WorldCat: E39PBJhGWJ7kWCx3ChRb3Jb68C